# Kusuriya no Hitorigoto
Kusuriya no Hitorigoto (japonês: 薬屋のひとりごと, lit. O Monólogo da Apotecária; conhecido no Brasil como Diários de uma Apotecária e em inglês como The Apothecary Diaries) é uma série de light novels japonesa escrita por Natsu Hyūga e ilustrada por Touko Shino. Desde 2011, é serializada online no website Shōsetsuka ni Narō. No ano seguinte, foi adquirida pela Shufunotomo, que inicialmente publicou a série como uma novel de volume único em 2012 e depois como uma série de light novels em 2014.  
A série se passa em uma realidade alternativa da Dinastia Ming e acompanha uma garota chamada Maomao, que foi treinada desde cedo por seu pai apotecário e foi vendida como serva ao palácio do imperador enquanto secretamente emprega suas habilidades de farmacologista a serviço do povo do palácio.  
Foi adaptada para duas séries de mangá em 2017, com uma sendo publicada pela Square Enix através da Monthly Big Gangan, e a outra pela Shogakukan por meio da Monthly Sunday Gene-X. A light novel é digitalmente licenciada na América do Norte pela J-Novel Club, e impressa pela Square Enix. O mangá ilustrado por Nekokurage também é licenciado pela Square Enix. Uma série de televisão de anime produzida pela Toho Animation Studio e OLM foi ao ar de outubro de 2023 a março de 2024, com sua segunda temporada estreando em janeiro de 2025.
No Brasil, o mangá de Nekokurage foi licenciado em 2024 pela Panini. O anime é distribuído pelo serviço de streaming Crunchyroll, inicialmente apenas de forma legendada, com a dublagem dos primeiros 12 episódios estreando em 16 de março de 2024.

## Premissa
Ambientada em um país fictício, baseado na China Imperial durante a Dinastia Tang, a série segue Maomao, uma jovem que trabalhava como apotecária em um distrito periférico, que é sequestrada e vendida ao Palácio Imperial como serva. Porém, ela ainda mantém sua personalidade curiosa e excêntrica e planeja trabalhar lá até o fim de seus anos de servidão, sem chamar a atenção de ninguém. Um dia, após ouvir rumores de que os filhos do imperador estão gravemente doentes, ela começa a investigar a causa, usando sua experiência como apotecária, e resolve com sucesso o mistério da doença. Mesmo que ela pretenda permanecer anônima, suas ações acabam chamando a atenção de um eunuco influente, e logo ela se vê resolvendo vários mistérios para a corte real.

## Personagens

### Personagens principais
Maomao (猫猫)
Dublada por: Aoi Yūki (drama CD, anime) (Japonês); Emi Lo (Inglês); Gigi Patta (Português brasileiro)
A filha de um apotecário que mora na periferia da cidade, ela presta seus serviços a um bordel da capital e suas cortesãs. Depois de ser sequestrada por bandidos que a vendem ao Palácio Imperial para obter lucro, ela é acidentalmente arrastada para intrigas palacianas, usando seu conhecimento sobre venenos, medicina, plantas e química básica para se tornar uma patologista forense não oficial, além de se tornar uma dama-em-espera e provadora de veneno para uma das concubinas do imperador. Embora Jinshi esteja apaixonado por ela, ela não retribui em nada, muitas vezes olhando para ele com desgosto, ressentindo-se de sua maneira de envolvê-la em intrigas palacianas. Em vez disso, ela prefere passar o tempo testando diferentes venenos e medicamentos em si mesma. Mesmo assim, ela frequentemente o ajuda a resolver qualquer mistério que lhe chame a atenção.
Jinshi (壬氏)
Dublado por: Takahiro Sakurai (drama CD), Takeo Ōtsuka (anime) (Japonês); Kaiji Tang (Inglês); Douglas Guedes (Português brasileiro)
Um eunuco que dirige a maior parte da administração do palácio traseiro, onde residem as concubinas do imperador e seus respectivos funcionários. Tanto homens como mulheres são atraídos por seu rosto, mas ele se sente atraído por Maomao, a única pessoa que conheceu que não o ama incondicionalmente. Mais tarde é revelado que Jinshi não é um eunuco, ele apenas finge ser um para esconder sua identidade como irmão mais novo do imperador enquanto consome anafrodisíacos diariamente. Por trás de seu rosto está uma mente astuta que tenta equilibrar seus deveres para com o imperador enquanto melhora sua própria posição dentro do Império.

### Personagens secundários
Gaoshun (高順)
Dublado por: Kenjiro Tsuda (drama CD), Katsuyuki Konishi (anime) (Japonês); Alex Hom (Inglês); Fernando Peron (Português brasileiro)
O leal atendente de Jinshi, muitas vezes apoiando ele e Maomao de forma mais discreta.
Gyokuyō (玉葉)
Dublado por: Yoko Hikasa (drama CD),  Atsumi Tanezaki (anime) (Japonês); Jim Foronda (Inglês); Tônia Mesquita (Português brasileiro)
Guen é o médico do palácio, a quem Maomao inicialmente se refere como um charlatão. Embora ele estivesse um pouco hesitante perto de Maomao, ele passou a aceitá-la e fazer amizade com ela mais tarde.
Jiaojiao (嬌嬌)
Dublada por: Mari Hino (drama CD)
Lihua (梨花, Rifa)
Dublada por: Yui Ishikawa (Japonês); Trina Nishimura (Inglês); Maju Helman (Português brasileiro)
Uma das concubinas do imperador, com cabelo azul escuro que deu à luz seu herdeiro. No entanto, quando ela ignorou o aviso de Maomao sobre sua maquiagem envenenada, seu filho morreu e ela quase faleceu. Depois que Maomao cuidou dela até recuperá-la, ela se tornou mais amigável com ela.
Lishu (里樹, Rīshu)
Dublada por: Hina Kino (Japonês); Izzy Scapin (Português brasileiro)
Conhecida como Consorte Virtuosa, ela é a mais jovem das quatro principais concubinas do imperador. Por motivos políticos, ela se torna sogra da mais velha Consorte Pura. Ela tem alergia alimentar, mas suas damas-em-espera acham que ela é apenas exigente com a comida, fazendo questão de intimidá-la sutilmente até que Maomao sugere que a morte por alergia alimentar é tão ruim quanto envenenamento e pode levar à execução dos responsáveis.
Ah-Duo (阿多, Ā Duo)
Dublada por: Yūko Kaida (Japonês); Monica Rial (Inglês)
Conhecida como Consorte Pura, uma das quatro principais concubinas do imperador. Ela tem um relacionamento próximo com Lishu. Mais tarde, ela deixaria o palácio dos fundos para viver em um palácio independente no sul.
Meimei (梅梅)
Dublada por: Megumi Han (Japonês); Rebecca Danae (Inglês); Mayumi Honda (Português brasileiro)
Uma das "Três Princesas" do famoso Rokushoukan, um bordel de altíssima classe onde Maomao trabalhou, e trata Maomao como uma irmã.
Pairin (白鈴)
Dublada por: Ami Koshimizu (Japonês); Ciarán Strange (Inglês); Mariana Swirski (Português brasileiro)
Uma das famosas "Três Princesas" e a cortesã mais popular do bordel Rokushoukan, que também age como uma irmã de Maomao quando a visita. Mais tarde, é revelado que Pairin amamentou Maomao quando era bebê, então às vezes seu afeto de irmã por Maomao é mais maternal do que pelas outras princesas.
Joka (女華)
Dublada por: Hiroki Nanami (Japonês); Monica Flatley (Inglês); Mariana Pozatto (Português brasileiro)
A terceira das famosas “Três Princesas” do ultra-exclusivo bordel Rokushoukan.
Madam (やり手婆, Yarite Baba)
Dublada por: Kimiko Saitō
Uma idosa, dona do bordel Rokushoukan que ofereceu a Maomao um lugar para trabalhar, tratando-a como uma neta. Ela tem um acordo com Maomao de não torná-la cortesã, desde que ela envie às princesas muitos clientes ricos do palácio dos fundos.
Luomen (羅門, Rwomen)
Dublado por: Hiroshi Yanaka (Japonês); Stephen Miller (Inglês); Paulo Roberto de Carvalho (Português brasileiro)
Pai adotivo de Maomao. Mais tarde, ela soube pelos registros do tribunal que ele era um ex-médico da corte que foi banido do palácio dos fundos. Ele é revelado como um dos poucos que foi enviado ao exterior pelo império para estudar medicina.
Lihaku (李白, Rihaku)
Dublado por: Kenji Akabane (Japonês); Seth Fuentes (Inglês)
Um soldado que deu um grampo de cabelo a Maomao durante a festa no jardim. Ela pediu que ele a acompanhasse para fora dos muros do palácio em troca de um tempo no Rokushoukan, o que causou mal-entendidos por parte de Jinshi.
Xiaolan (小蘭, Shaoran)
Dublada por: Misaki Kuno (Japonês); Bree Han (Inglês); Isa Cavalcante (Português brasileiro)
Um serva do palácio dos fundos que é amiga íntima de Maomao. Sempre que ela e Maomao se reúnem, ela às vezes compartilha as últimas fofocas e informações de todo o palácio.
Fengming (風明, Fonmin)
Dublada por: Noriko Hidaka (Japonês); Sally Vahle (Inglês)
A principal dama-em-espera, cuja família possui um apiário. Apesar de se mostrar uma dama de companhia exemplar e respeitada, há um segredo por trás dela, que pode ser o motivo pelo qual Lishu a teme, mesmo com apenas a menção de seu nome.
Lakan (羅漢, Rakan)
Dublado por: Takuya Kirimoto (Japonês); Ricco Fajardo (Inglês)
Diz-se que ele é um estrategista do exército do imperador. Este oficial que usa monóculo é o chefe do clã La, ao qual Maomao pertence, já que é seu pai biológico.
Suirei (翠苓)
Dublada por: Kaori Nazuka (Japonês); Veronica Laux (Inglês)
Uma ex-dama da corte externa. Ela é a primeira filha de Shishou, meia-irmã de Loulan.
Rikuson (陸孫)
Dublado por: Koki Uchiyama (Japonês); Charles Nguyuen (Inglês)
Um subordinado de Lakan enviado para se tornar assessor de Gyokuyou.
Fengxian (鳳仙, Fonshen)
Dublada por: Yoko Hiksa (drama CD),  Atsumi Tanezaki (anime) (Japonês); Jim Foronda (Inglês); Tônia Mesquita (Português brasileiro)
Guen é o médico do palácio, a quem Maomao inicialmente se refere como um charlatão. Embora ele estivesse um pouco hesitante perto de Maomao, ele passou a aceitá-la e fazer amizade com ela mais tarde.
Empress Dowager
Dublada por: Mamiko Noto
Shishou
Dublada por: Chō

## Mídias

### Light novel
| Nº | Data de lançamento original | ISBN                                                  |
| -- | --------------------------- | ----------------------------------------------------- |
| 1  | 29 de Agosto de 2014        | 978-4-07-298198-6                                     |
| 2  | 31 de Janeiro de 2015       | 978-4-07-410821-3                                     |
| 3  | 29 de Junho de 2015         | 978-4-07-401176-6                                     |
| 4  | 30 de Setembro de 2015      | 978-4-07-403100-9                                     |
| 5  | 30 de Abril de 2016         | 978-4-07-416947-4                                     |
| 6  | 30 de Novembro de 2016      | 978-4-07-420788-6                                     |
| 7  | 28 de Fevereiro de 2018     | 978-4-07-429772-6                                     |
| 8  | 28 de Fevereiro de 2019     | 978-4-07-436884-6                                     |
| 9  | 28 de Fevereiro de 2020     | 978-4-07-442420-7 978-4-07-441030-9 (Edição Limitada) |
| 10 | 29 de Janeiro de 2021       | 978-4-07-447215-4                                     |
| 11 | 30 de Abril de 2021         | 978-4-07-448226-9 978-4-07-448440-9 (Edição Limitada) |
| 12 | 29 de Julho de 2022         | 978-4-07-452400-6 978-4-07-452386-3 (Edição Limitada) |
| 13 | 25 de Fevereiro de 2023     | 978-4-07-454379-3                                     |
| 14 | 29 de Setembro de 2023      | 978-4-07-455775-2                                     |
| 15 | 29 de Março de 2024         | 978-4-07-456728-7                                     |
| 16 | 30 de Maio de 2025          | 978-4-07-461876-7                                     |

### Mangás
As light novels possuem duas adaptações em mangá em andamento. A primeira é adaptada por Isuki Nanao e ilustrada por Nekokurage. No Brasil é lançado pela Panini. A segunda é ilustrada por Minoji Kurata e é chamada Kusuriya no Hitorigoto: Mao Mao no Kōkyū Nazotoki Techō (薬屋のひとりごと～猫猫の後宮謎解き手帳～, em português: 'Diários de uma Apotecária: Caderno de Resolução de Mistérios do Palácio Interno de Maomao'). 

#### Diários de uma Apotecária
| - Capítulos 1-4. |

| - Capítulos 5-8. |

| - Capítulos 9-14. |

| - Capítulos 15-21. |

| - Capítulos 22-26. |

| - Capítulos 27-32. |

| - Capítulos 33-36. |

| - Capítulos 37-42. |

| - Capítulos 43-47. |

| - Capítulos 48-53. |

| - Capítulos 54-58. |

| - Capítulos 59-63. |

| - Capítulos 64-68. |

#### Mao Mao no Kōkyū Nazotoki Techō
| N.º | Data de lançamento lançamento original | ISBN lançamento original |
| --- | -------------------------------------- | ------------------------ |
| 1   | 19 de fevereiro de 2018                | 978-4-09-157515-9        |
| 2   | 19 de julho de 2018                    | 978-4-09-157533-3        |
| 3   | 19 de setembro de 2018                 | 978-4-09-157543-2        |
| 4   | 19 de fevereiro de 2019                | 978-4-09-157560-9        |
| 5   | 19 de junho de 2019                    | 978-4-09-157564-7        |
| 6   | 19 de novembro de 2019                 | 978-4-09-157580-7        |
| 7   | 19 de fevereiro de 2020                | 978-4-09-157586-9        |
| 8   | 19 de junho de 2020                    | 978-4-09-157597-5        |
| 9   | 16 de outubro de 2020                  | 978-4-09-157608-8        |
| 10  | 19 de fevereiro de 2021                | 978-4-09-157622-4        |
| 11  | 18 de junho de 2021                    | 978-4-09-157639-2        |
| 12  | 19 de outubro de 2021                  | 978-4-09-157652-1        |
| 13  | 18 de fevereiro de 2022                | 978-4-09-157668-2        |
| 14  | 17 de junho de 2022                    | 978-4-09-157680-4        |
| 15  | 17 de novembro de 2022                 | 978-4-09-157692-7        |
| 16  | 25 de fevereiro de 2023                | 978-4-09-157731-3        |
| 17  | 29 de setembro de 2023                 | 978-4-09-157783-2        |
| 18  | 19 de março de 2024                    | 978-4-09-157817-4        |
| 19  | 19 de dezembro de 2024                 | 978-4-09-943181-5        |
| 20  | 19 de maio de 2025                     | 978-4-09-157881-5        |

### Anime
A primeira música de abertura é "Hana ni Natte" (花になって, "Torne-se uma Flor"), de Ryokuoushoku Shakai, e o primeiro encerramento "Aikotoba" (アイコトバ, "O Feitiço"), de Aina the End.
A segunda abertura é "Ambivalent" (アンビバレント), de Uru, e o segundo encerramento é "Ai wa Kusuri" (愛は薬, "Amor é Remédio"), de Wacci.

#### 1.ª temporada
| N.º | Título no Brasil Título original                                                                      | Exibição original       |
| --- | --- | ----------------------- |
| 1   | "Maomao" Transliteração: "Maomao" (em japonês: 猫猫)                                                  | 22 de outubro de 2023   |
| 2   | "Apotecária Antissocial" Transliteração: "Buaisō na Kusushi" (em japonês: 無愛想な薬師)               | 22 de outubro de 2023   |
| 3   | "O Caso Perturbador do Espírito" Transliteração: "Yūrei Sōdō" (em japonês: 幽霊騒動)                  | 22 de outubro de 2023   |
| 4   | "A Ameaça" Transliteração: "Dōkatsu" (em japonês: 恫喝)                                               | 29 de outubro de 2023   |
| 5   | "Por Debaixo dos Panos" Transliteração: "Anyaku" (em japonês: 暗躍)                                   | 5 de novembro de 2023   |
| 6   | "A Festa no Jardim" Transliteração: "Enyūkai" (em japonês: 園遊会)                                    | 12 de novembro de 2023  |
| 7   | "Voltando pra Casa" Transliteração: "Satogaeri" (em japonês: 里帰り)                                  | 19 de novembro de 2023  |
| 8   | "Palitos de Trigo" Transliteração: "Mugiwara" (em japonês: 麦稈)                                      | 26 de novembro de 2023  |
| 9   | "Suicídio ou Assassinato?" Transliteração: "Jisatsu ka Tasatsu ka" (em japonês: 自殺か他殺か)         | 3 de dezembro de 2023   |
| 10  | "Mel" Transliteração: "Hachimitsu" (em japonês: 蜂蜜)                                                 | 10 de dezembro de 2023  |
| 11  | "Reduzindo de Dois a Um" Transliteração: "Futatsu o Hitotsu n" (em japonês: 二つを一つに)             | 17 de dezembro de 2023  |
| 12  | "O Eunuco e a Cortesã" Transliteração: "Kangan to Gijo" (em japonês: 宦官と妓女)                      | 24 de dezembro de 2023  |
| 13  | "Trabalho no Pátio Externo" Transliteração: "Gaitei Kinmu" (em japonês: 外廷勤務)                     | 7 de janeiro de 2024    |
| 14  | "A Nova Pura Concubina" Transliteração: "Atarashī Yoshihi" (em japonês: 新しい淑妃)                   | 14 de janeiro de 2024   |
| 15  | "Namasu" Transliteração: "Namasu" (em japonês: 鱠)                                                    | 21 de janeiro de 2024   |
| 16  | "Pista" Transliteração: "Namari" (em japonês: 鉛)                                                     | 28 de janeiro de 2024   |
| 17  | "Passeio pela Cidade" Transliteração: "Machiaruki" (em japonês: 街歩き)                               | 4 de fevereiro de 2024  |
| 18  | "Lakan" Transliteração: "Lakan" (em japonês: 羅漢)                                                    | 11 de fevereiro de 2024 |
| 19  | "Coincidência ou Coisa do Destino?" Transliteração: "Gūzen ka Hitsuzen ka" (em japonês: 偶然か必然か) | 18 de fevereiro de 2024 |
| 20  | "Saia-roxa" Transliteração: "Mandarage" (em japonês: 曼荼羅華)                                        | 25 de fevereiro de 2024 |
| 21  | "Plano para Comprar uma Cortesã" Transliteração: "Miuke Sakusen" (em japonês: 身請け作戦)             | 3 de março de 2024      |
| 22  | "Rosas Azuis" Transliteração: "Aoi Soubi" (em japonês: 青い薔薇)                                      | 10 de março de 2024     |
| 23  | "Beijo-de-frade e Três Corações" Transliteração: "Hōsenka to Katakumi" (em japonês: 鳳仙花と片喰)     | 17 de março de 2024     |
| 24  | "Jinshi e Maomao" Transliteração: "Jinshi to Maomao" (em japonês: 壬氏と猫猫)                         | 24 de março de 2024     |